# Sutton (Bedfordshire)
Pour les articles homonymes, voir Sutton.
Sutton est un village et une paroisse civile du Central Bedfordshire, en Angleterre. En 2009, la localité comptait 299 habitants.